# Dev-Pascal
Dev-Pascal是一个用来编写Pascal和Object Pascal语言程序的运行于Windows平台的集成开发环境，使用Free Pascal作为编译系统与调试系统。Dev-Pascal采用GNU通用公共许可证。